# Тернавский, Владислав Михайлович
Владисла́в Миха́йлович Терна́вский (род. 2 мая 1969[…], Киев) — украинский и российский футболист, защитник; тренер. Игрок сборной России в 1994—1996 годах, участник чемпионата мира 1994 года в США.

## Карьера
Начинал играть в футбол в СДЮШОР «Динамо» (Киев).
Сезон 1987 года провёл в клубе 2-й лиги «Динамо» (Ирпень). Затем, с 1989 по 1992 год, находился в дубле «Динамо» (Киев), сыграв за основной состав только одну игру, против «Спарты» в Лиге чемпионов (1:0), выйдя на замену на 23-й минуте встречи вместо Павла Яковенко.
В 1993 играл за «Ниву» (Тернополь), где его заметили селекционеры московского «Спартака».
В течение 1994 года Тернавский стал чемпионом России, выступал на чемпионате мира, хотя российское гражданство получил только в конце 1996 года. По признанию самого Тернавского, после этого он всю футбольную карьеру боролся со штампом «футбольного счастливчика».
Спад в игре Тернавского также пришёлся на 1994 год — осенью сказалась усталость, накопившаяся в течение года. Перестал попадать в состав после домашней ничьей с «Баварией», когда спартаковцы пропустили гол на последней минуте. Тот мяч забил Маркус Баббель, а опекал его Тернавский.
В начале следующего года его не взяли на сборы «Спартака», и он решился на переход в одесский «Черноморец». В новой команде выступал на правах аренды около года. Считая, что уровень чемпионата Украины не соответствует уровню его игры, пробовал снова закрепиться в московском «Спартаке». Однако игрока там не ждали, и после 2-х месяцев, проведённых в дубле москвичей, принял приглашение Сергея Павлова и перешёл в камышинский «Текстильщик».
В Камышине быстро стал игроком основы и в середине 1996 года снова вызывался в сборную России.

Отличался скоростными качествами и жёсткостью в единоборствах, умением персонально опекать соперников.—  Энциклопедия «Российский футбол за 100 лет». Октябрь 1997 года.
После завершения игровой карьеры занят тренерской деятельностью. До 18 апреля 2008 работал тренером в клубе второго дивизиона России «Витязь» Подольск. С 2010 года — главный тренер «Витязя».
С 2012 года — старший тренер «Витязя». С 18 апреля 2013 года — вновь главный тренер ФК «Витязь». В 2015 году руководство клуба приняло решение не продлевать контракт с Тернавским. В сезоне 2015/16 был помощником главного тренера «Енисея» Омари Тетрадзе.

## Достижения
- Чемпион России: 1994
- Вице-чемпион Украины: 1995, 1996
- Обладатель Кубка России: 1994
- Чемпион Казахстана: 2002
- В списке 33 лучших футболистов чемпионата России (1): № 3: 1994